# Portugal i olympiska sommarspelen 1972
Portugal deltog med 29 deltagare vid de olympiska sommarspelen 1972 i München. Ingen av landets deltagare erövrade någon medalj.